# Enver Marić
Enver Marić, (ur. 25 kwietnia 1948 w Mostarze) – bośniacki piłkarz występujący na pozycji bramkarza i trener.

## Kariera klubowa
Marić, który urodził się w mieście Mostar, zaczynał treningi w roku 1959 w tamtejszym klubie Velež Mostar. Pierwszy raz jednak na boisku pojawił się w sezonie 1967/1968 w rozgrywanym w Belgradzie spotkaniu przeciwko Crvenej Zvezdzie. Debiut wypadł fatalnie, a Velež przegrał 0:4. Od roku 1979 do sezonu 1983/1984 strzegł bramki Veležu nieprzerwanie przez 131 spotkań i był kapitanem zespołu, który w roku 1981 zdobył jedyny dla Veleža Puchar Jugosławii. W latach 1976–1978 bronił w zespole FC Schalke 04 i w Bundeslidze wystąpił 47 razy, a po powrocie nadal bronił bramki Veleža, w którym rozegrał łącznie 692 mecze.
W roku 1972 bronił w barwach drużyny Europy przeciwko Ameryce Południowej, a także w spotkaniu w barwach Europy zorganizowanym przez miesięcznik "Sport" przeciwko Crvenej Zvezdzie.
| Sezon   | Klub          | Kraj       | Rozgrywki          | Mecze | Bramki |
| ------- | ------------- | ---------- | ------------------ | ----- | ------ |
| 1967/68 | Velež Mostar  | Jugosławia | 1. liga Jugosławii | 8     | 0      |
| 1968/69 | Velež Mostar  | Jugosławia | 1. liga Jugosławii | 25    | 0      |
| 1969/70 | Velež Mostar  | Jugosławia | 1. liga Jugosławii | 31    | 0      |
| 1970/71 | Velež Mostar  | Jugosławia | 1. liga Jugosławii | 23    | 0      |
| 1971/72 | Velež Mostar  | Jugosławia | 1. liga Jugosławii | 34    | 0      |
| 1972/73 | Velež Mostar  | Jugosławia | 1. liga Jugosławii | 34    | 0      |
| 1973/74 | Velež Mostar  | Jugosławia | 1. liga Jugosławii | 34    | 0      |
| 1974/75 | Velež Mostar  | Jugosławia | 1. liga Jugosławii | 4     | 0      |
| 1975/76 | Velež Mostar  | Jugosławia | 1. liga Jugosławii | 20    | 0      |
| 1976/77 | FC Schalke 04 | Niemcy     | Bundesliga         | 31    | 0      |
| 1977/78 | FC Schalke 04 | Niemcy     | Bundesliga         | 16    | 0      |
| 1978/79 | Velež Mostar  | Jugosławia | 1. liga Jugosławii | 25    | 0      |
| 1979/80 | Velež Mostar  | Jugosławia | 1. liga Jugosławii | 34    | 1      |
| 1980/81 | Velež Mostar  | Jugosławia | 1. liga Jugosławii | 34    | 0      |
| 1981/82 | Velež Mostar  | Jugosławia | 1. liga Jugosławii | 34    | 0      |
| 1982/83 | Velež Mostar  | Jugosławia | 1. liga Jugosławii | 33    | 0      |
| 1983/84 | Velež Mostar  | Jugosławia | 1. liga Jugosławii | 34    | 0      |
| 1984/85 | Velež Mostar  | Jugosławia | 1. liga Jugosławii | 32    | 0      |

## Kariera reprezentacyjna
Marić zagrał siedem razy w reprezentacji U-21 (1968–1971) i 32 razy w reprezentacji Jugosławii. W reprezentacji zadebiutował 30 kwietnia 1972 w Belgradzie w meczu przeciwko ZSRR zremisowanym przez Jugosławię 0:0. Ostatni występ w reprezentacji Marić odbył 22 maja 1976 w Cardiff w zremisowanym 1:1 spotkaniu z Walią. Wraz z reprezentacją uczestniczył w rozgrywanym w Brazylii Pucharze Niepodległości w 1972 oraz MŚ 1974 w Niemczech, a także w Euro 1976.
- 1. 30 kwietnia 1972 Belgrad,  Jugosławia –  ZSRR 0:0
- 2. 13 maja 1972 Moskwa,  ZSRR –  Jugosławia 3:0
- 3. 14 czerwca 1972 Kurytyba,  Jugosławia –  Wenezuela 10:0
- 4. 18 czerwca 1972 Campo Grande,  Jugosławia –  Boliwia 1:1
- 5. 22 czerwca 1972 Manaus,  Jugosławia –  Paragwaj 2:1
- 6. 25 czerwca 1972 Manaus,  Jugosławia –  Peru 2:1
- 7. 2 lipca 1972 São Paulo,  Brazylia –  Jugosławia 3:0
- 8. 6 lipca 1972 São Paulo,  Jugosławia –  Czechosłowacja 2:1
- 9. 9 lipca 1972 Rio de Janeiro,  Jugosławia –  Argentyna 4:2
- 10. 20 września 1972 Turyn,  Włochy –  Jugosławia 3:1
- 11. 11 października 1972 Londyn,  Anglia –  Jugosławia 1:1
- 12. 19 października 1972 Las Palmas de Gran Canaria,  Hiszpania –  Jugosławia 2:2
- 13. 19 listopada 1972 Belgrad,  Jugosławia –  Grecja 1:0
- 14. 4 lutego 1973 Tunis,  Tunezja –  Jugosławia 0:5
- 15. 9 maja 1973 Monachium,  RFN –  Jugosławia 0:1
- 16. 13 maja 1973 Warszawa,  Polska –  Jugosławia 2:2
- 17. 26 września 1973 Belgrad,  Jugosławia –  Węgry 1:1
- 18. 21 października 1973 Zagrzeb,  Jugosławia –  Hiszpania 0:0
- 19. 19 grudnia 1973 Ateny,  Grecja –  Jugosławia 2:4
- 20. 13 lutego 1974 Frankfurt nad Menem,  Jugosławia –  Hiszpania 1:0
- 21. 17 kwietnia 1974 Zenica,  Jugosławia –  ZSRR 0:1
- 22. 29 maja 1974 Székesfehérvár,  Węgry –  Jugosławia 3:2
- 23. 5 czerwca 1974 Belgrad,  Jugosławia –  Anglia 2:2
- 24. 13 czerwca 1974 Frankfurt nad Menem,  Jugosławia –  Brazylia 0:0
- 25. 18 czerwca 1974 Gelsenkirchen,  Jugosławia –  Zair 9:0
- 26. 22 czerwca 1974 Gelsenkirchen,  Jugosławia –  Szkocja 1:1
- 27. 26 czerwca 1974 Düsseldorf,  RFN –  Jugosławia 2:0
- 28. 30 czerwca 1974 Frankfurt nad Menem,  Jugosławia –  Polska 1:2
- 29. 3 lipca 1974 Düsseldorf,  Jugosławia –  Szwecja 1:2
- 30. 18 lutego 1976 Tunis,  Tunezja –  Jugosławia 2:1
- 31. 24 lutego 1976 Algier,  Algieria –  Jugosławia 1:2
- 32. 22 maja 1976 Cardiff,  Walia –  Jugosławia 1:1

## Kariera trenerska
Marić jest uznanym szkoleniowcem bramkarzy. Jako trener bramkarzy pracował już w Veležie Mostar w latach 1987 – 1990, Fortunie Düsseldorf w latach 1993 – 1998 i od 2003 jest trenerem bramkarzy Herthy BSC.